# Verrezen-Christuskapel
De Verrezen-Christuskapel is een kapel in Doenrade in de Nederlands Zuid-Limburgse gemeente Beekdaelen. De kapel staat aan de Kluisstraat in de nabijheid van de splitsing met de Clouserweg aan de zuidzijde van het dorp.
Aan de noordkant van het dorp staat de Kruiskapel.
De kapel is gewijd aan de verrijzenis van Christus.

## Geschiedenis
Sinds 1612 stond er ter plaatse in Doenrade een kluis met een kapel die gewijd was aan Gerlachus van Houthem.
In 1926 werd er op de plaats van de oude kluis een kapel gebouwd.
Eind 1992 werd de kapel aangereden door een vrachtwagen en moest vanwege de schade afgebroken worden.
In 1993 werd de kapel herbouwd naar het ontwerp van Guido Ancion. De nieuwe kapel werd op een andere plek gebouwd om vergelijkbare schade te voorkomen. Op zondag 10 juli 1993 zegende men de kapel opnieuw in.

## Bouwwerk
De open kapel is in bakstenen opgetrokken en wordt gedekt door een gebogen dak bekleed met dakleer. De kapel heeft geen vensters. De frontgevel is een puntgevel en wordt gekroond door een bakstenen kruis. Onder dit kruis is in driehoekig kleurrijk mozaïek de tekst IHS aangebracht. Hieronder bevindt zich de rondboogvormige toegang.
Van binnen is de kapel wit gepleisterd en wordt afgesloten door een naar achteren geplaatst sierhek. Op de achterwand is een mozaïek van Guido Ancion aangebracht die de Blijde boodschap van de verrezen Christus voorstelt. In de betegelde vloer van de kapel is een inscriptie aangebracht:

KOMT ALLEN TOT MIJ
GIJ DIE BELAST
EN BELADEN ZIJT
EN IK ZAL U VERKWIKKEN

In de zijwand is een steen ingemetseld met de tekst:

H. Leesens
C. Janssen
1926